# Hack-törvény
A Hack-törvény a fő vízfolyás hossza és a vízgyűjtő területének nagysága közötti közelítő összefüggés, amelyet Virginia és Maryland államok vízfolyásait tanulmányozva John T. Hack amerikai geológus fogalmazott meg 1957-ben.
Ha L a vízgyűjtő leghosszabb vízfolyásának hossza, és A a vízgyűjtő területe, akkor
{\displaystyle L=CA^{h}}
ahol C a használt mértékegységektől függő állandó, és h egy hatványkitevő, a vízgyűjtőre jellemző kvázi-állandó. h értéke a gyakorlatban valamivel 0,6 alatt van a legtöbb esetben, és régiónként kissé változik, míg elméleti értéke h = 4/7 ≈ 0,571 
A Hack-törvénynek többek között folyódinamikai és felszínfejlődési kutatásokban van jelentősége.